# Мачканин, Павел Александрович
 Па́вел Алекса́ндрович Мачка́нин  (8 [20] марта 1838, Ставрополь — 20 июня 1918, там же) — генерал-майор, участник Кавказской и русско-турецкой войны, Ставропольский губернский предводитель дворянства (1896—1903).

## Биография
Из потомственных дворян, родился в семье офицера.
Учился в Ставропольской гимназии, но, не окончив её, в 16 лет присоединился к воинской части, направлявшейся в Чечню. После трёх месяцев службы в качестве рядового 5 сентября 1854 года произведён в унтер-офицеры 6-го резервного батальона Навагинского пехотного полка. В 1857 году переведён в Куринский пехотный полк, в его рядах участвовал в походах против горцев в Чеченском отряде и при окончательном покорении Чечни. В 1859 году переведён в Крымский 73-й пехотный полк. В 1862 году командирован в Кавказскую стрелковую школу, в которой окончил курс по первому разряду. В 1865 году за отличие произведён в штабс-капитаны, а в 1869 году также за отличие — в майоры с переводом в 76-й Кубанский полк.
С 1870 года — председатель полкового суда, с 1871 года — начальник стрелков 76-го Кубанского полка.
Участвовал в русско-турецкой войне, отличился во время штурма крепости Карс. При штурме крепости Карс в ночь с 5 на 6 ноября 1877 года получил пулевое ранение левой голени и коленного сустава, продолжал командовать батальоном во время боя, сидя на полковом барабане. За этот подвиг был награждён именной саблей с надписью «За храбрость» и крестом. Участие в турецкой кампании отмечено также орденами Св. Анны 2 степени (1877) и Св. Владимира 4 степени с мечами и бантом (1878).
В 1878 году прикомандирован к управлению Ставропольского губернского воинского начальника и вскоре назначен ейским, а затем Ставропольским уездным воинским начальником и командующим Ставропольским местным батальоном. C 1880 года — начальник Ставропольского военного госпиталя. В 1883 году состоял членом Высочайше назначенной комиссии для пересмотра устава о воинской повинности в Закавказье между инородцами Северного Кавказа в применении этого устава к инородцам, проживающим в Ставропольской губернии.
В 1884 году сверх того назначен командиром 1-го Кавказского резервного пехотного батальона и начальником Ставропольского гарнизона.
21 января 1895 года «уволен от службы с награждением чином генерал-майора и пенсионом полного оклада».
С 1896 по 1903 год — Ставропольский, Терский и Кубанский губернский предводитель дворянства. Ещё до отставки определён на службу почётным мировым судьей Ставропольского окружного суда, вплоть до 1917 года каждые три года вновь назначался на эту должность. Председательствовал в ряде благотворительных обществ, в том числе Красного Креста. Был уважаем ставропольцами за честность и внимание к простым людям.
20 июня 1918 года зверски убит красноармейцами (на теле генерала было свыше 30 ран). Был похоронен в саду дома; 2 сентября 1918 года, после изгнания большевиков из Ставрополя, при содействии Самурского полка перезахоронен на Успенском кладбище.

### Семья
Отец — Александр Мачканин, полковник Русской армии.
Жена — Мария Акимовна Мачканина, дочь героя Кавказской войны подполковника Акима Степановича Худобашева.
Дети:
- Николай (?—22 июня 1918) — офицер 3-го мортирного дивизиона. Убит большевиками[5],
- Михаил — выпускник Михайловского артиллерийского училища в Санкт-Петербурге, участник Первой мировой войны, кавалер ордена Святого Георгия 4-й степени[2],
- Нина (?—1937) — оперная певица. Была репрессирована в начале 30-х годов, находилась в исправительно-трудовом лагере в Архангельской области, освобождена в 1937 году.[2]
- Софья (1892—1984) — пианистка.

## Награды
Более 40 наград, в том числе:
- Орден Святой Анны 4-й степени «За храбрость» (1861)
- Орден Святой Анны 2-й степени (1877)
- Орден Святого Станислава 3-й степени с мечами и бантом (1864)
- Золотое оружие «За храбрость» (1877)
- Орден Святого Владимира 4-й степени с мечами и бантом (1878)
- Высочайшее благоволение (1890, 1893, 1896)
- Орден эмира Бухарского — за участие в туркестанской экспедиции
- Серебряный крест — за распространение христианства.